# Church of Bangladesh
Church of Bangladesh  är en kyrkoprovins inom den anglikanska kyrkogemenskapen, omfattande de båda stiften i Dhaka och Kushtia.
Kyrkan tilläts den 30 april 1974 lämna Church of Pakistan, som ett resultat av Bangladeshs självständighet.